# Islândia nos Jogos Olímpicos de Verão da Juventude de 2010
A Islândia participou dos Jogos Olímpicos de Verão da Juventude de 2010 em Singapura. Sua delegações foi composta por seis atletas, todos nadadores.

## Natação
| Evento                   | Atleta                      | Qualificação | Qualificação | Semifinais  | Semifinais   | Final       | Final       |
| Evento                   | Atleta                      | Resultado    | Posição      | Resultado   | Posição      | Resultado   | Posição     |
| ------------------------ | --------------------------- | ------------ | ------------ | ----------- | ------------ | ----------- | ----------- |
| 200 m livre masculino    | Anton Sveinn McKee          | 1:58.08      | 34º (5º q2)  |             |              | Não avançou | Não avançou |
| 400 m livre masculino    | Anton Sveinn McKee          | 4:12.80      | 27º (8º q2)  |             |              | Não avançou | Não avançou |
| 50 m borboleta feminino  | Bryndís Rún Hansen          | 28.60        | 13º (5º q2)  | 28.53       | 13º (8º sf2) | Não avançou | Não avançou |
| 100 m borboleta feminino | Bryndís Rún Hansen          | 1:05.56      | 26º (8º q3)  | Não avançou | Não avançou  | Não avançou | Não avançou |
| 200 m medley feminino    | Bryndís Rún Hansen          | 2:28.10      | 20º (8º q3)  |             |              | Não avançou | Não avançou |
| 100 m peito masculino    | Hrafn Traustason            | 1:07.97      | 25º (3º q1)  | Não avançou | Não avançou  | Não avançou | Não avançou |
| 200 m peito masculino    | Hrafn Traustason            | 2:28.08      | 17º (6º q3)  |             |              | Não avançou | Não avançou |
| 400 m livre feminino     | Inga Elín Cryer             | 4:28.68      | 16º (4º q3)  |             |              | Não avançou | Não avançou |
| 200 m medley feminino    | Inga Elín Cryer             | 2:25.12      | 18º (7º q3)  |             |              | Não avançou | Não avançou |
| 50 m livre feminino      | Ingibjörg Kristí Jónsdóttir | 26.87        | 10º (3º q8)  | 26.47       | 9º (5º sf1)  | Não avançou | Não avançou |
| 100 m livre feminino     | Ingibjörg Kristí Jónsdóttir | 58.74        | 21º (3º q4)  | Não avançou | Não avançou  | Não avançou | Não avançou |
| 50 m livre feminino      | Karen Sif Vilhjálmsdóttir   | 27.55        | 25º (2º q6)  | Não avançou | Não avançou  | Não avançou | Não avançou |
| 100 m livre feminino     | Karen Sif Vilhjálmsdóttir   | 1:00.01      | 34º (4º q3)  | Não avançou | Não avançou  | Não avançou | Não avançou |
| 200 m livre feminino     | Karen Sif Vilhjálmsdóttir   | 2:09.61      | 30º (7º q3)  |             |              | Não avançou | Não avançou |

### Misto
| Evento               | Atleta                                                                                    | Qualificação | Qualificação | Semifinais | Semifinais | Final       | Final       |
| Evento               | Atleta                                                                                    | Resultado    | Posição      | Resultado  | Posição    | Resultado   | Posição     |
| -------------------- | ----------------------------------------------------------------------------------------- | ------------ | ------------ | ---------- | ---------- | ----------- | ----------- |
| 4x100 m livre misto  | Anton Sveinn McKee Ingibjörg Kristí Jónsdóttir Hrafn Traustason Karen Sif Vilhjálmsdóttir | 3:49.60      | 15º (6º q2)  |            |            | Não avançou | Não avançou |
| 4x100 m medley misto | Anton Sveinn McKee Ingibjörg Kristí Jónsdóttir Hrafn Traustason Bryndís Rún Hansen        | 4:18.81      | 14º (6º q2)  |            |            | Não avançou | Não avançou |